# بانی مدسن
بانی مدسن (انگلیسی: Bonny Madsen؛ زادهٔ ۱۰ اوت ۱۹۶۷) بازیکن فوتبال اهل دانمارک است.
از باشگاه‌هایی که در آن بازی کرده‌است می‌توان به باشگاه فوتبال مالمو اشاره کرد.
وی همچنین در تیم ملی فوتبال زنان دانمارک بازی کرده‌است.